# Loleatta Holloway
Loleatta Holloway (Chicago, 5 november 1946 - aldaar, 21 maart 2011) was een Amerikaans zangeres die vooral bekend werd van de disconummers Hit and Run en Love Sensation. Dat laatste nummer is bekend door talloze samples die eruit werden gehaald door producers van house (muziekstijl). Ook was ze te horen in de discoklassieker Relight My Fire van Dan Hartman.

## Biografie
Loleatta Holloway werd geboren in Chicago en begon met zingen in een gospelband. In 1971 speelde ze in de musical Don't Bother Me, I Can't Cope. Vervolgens nam ze met haar man, de muzikant Floyd Smith, haar debuutsingle Rainbow ’71 (1971) op. Samen maakten ze de albums Loleatta (1973) en Cry to Me (1975). Vanaf 1976 werkte ze met producer Norman Harris, waarmee ze vier albums opnam. In de Verenigde Staten behaalde ze in de jaren zeventig een behoorlijke hoeveelheid hits. Wereldwijde bekendheid verkreeg ze met haar bijdrage aan de hit Relight My Fire van Dan Hartman in 1979. In 1980 had ze ook een eigen wereldhit met Love Sensation. Daarna werd het rustig.
Het nummer Love Sensation ging een eigen leven leiden. In 1989 samplede de Italiaanse housegroep Black Box het nummer in het nummer Ride on Time. De royalty's hiervoor moest ze via de rechter afdwingen. Twee jaar later mocht ze weer flarden van het nummer zingen in Good Vibrations van Marky Mark and the Funky Bunch. In 1992 hergebruikte Cappella het nummer voor hun hit Take me Away. Daarna werd het nummer nog talloze malen gesampled. In 2006 werd een remix van het nummer door Hi_Tack opnieuw een hit. Loleatta zelf deed nog gastbijdragen aan houseplaten als Shout To The Top (1998) van Fire Island en What Goes Around Comes Around (2000) van GTS.
In 2011 is Loleatta Holloway overleden aan hartfalen, 64 jaar oud. Ze had 4 kinderen en 9 kleinkinderen.

### Hitlijsten
| Single met eventuele hitnotering(en) in de Nederlandse Top 40 | Datum van verschijnen | Datum van binnenkomst | Hoogste positie | Aantal weken | Opmerkingen                        |
| ------------------------------------------------------------- | --------------------- | --------------------- | --------------- | ------------ | ---------------------------------- |
| Good Vibrations                                               | 1991                  | 28-09-1991            | 10              | 9            | met Marky Mark and The Funky Bunch |
| Love Sensation '06                                            | 2006                  | 27-05-2006            | 22              | 5            | Dancesmash op Radio 538            |

- Biblioteca Nacional de España: XX972204
- Bibliothèque nationale de France: cb13973681s (data)
- Gemeinsame Normdatei: 13440968X
- International Standard Name Identifier: 0000 0001 1604 3142
- Library of Congress Control Number: n94035323
- MusicBrainz: 346fa4f6-3f10-40ec-b8d0-4666e4e8b094
- Système universitaire de documentation: 159722063
- Virtual International Authority File: 19873999
- WorldCat: E39PBJcKQM4bRmXcrF4fbYwKVC